# ناحیه میفعة عنس
ناحیهٔ میفعة عنس (به عربی: مدیریة میفعة عنس) یک ناحیه در یمن است که در استان ذمار واقع شده‌است. ناحیهٔ میفعة عنس ۶۰٬۸۵۴ نفر جمعیت دارد.